# Haruhiko Kuroda
Haruhiko Kuroda (黒田 東彦, Kuroda Haruhiko, 25 d'octubre de 1944) és un economista japonès. És el 31è i actual governador del Banc del Japó. Anteriorment va ser president del Banc Asiàtic de Desenvolupament de l'1 de febrer de 2005 al 18 de març de 2013.

## Inicis
Va cursar Dret a la Universitat de Tòquio del 1963 al 1967, i va passar l'examen d'advocat abans de graduar-se. Es va incorporar al Ministeri d'Hisenda després de graduar-se i va estudiar economia a la Universitat d'Oxford amb una beca del govern japonès de 1969 al 1971. Va ocupar diversos càrrecs al Ministeri d'Hisenda, culminant amb el de viceministre d'Hisenda per a Afers Internacionals (1999-2003). Va renunciar al càrrec el gener del 2003 i va ser nomenat assessor especial del govern el març del 2003. Des del 2005 fins al 2013, va ocupar la presidència del Banc Asiàtic de Desenvolupament.

## Governador del Banc del Japó
Kuroda ha defensat una política monetària més relaxada al Japó. S'esperava la seva nominació per part del primer ministre Shinzō Abe pel febrer de 2013. Al mateix temps, també van ser nomenats Kikuo Iwata, molt crític amb les polítiques passades del banc, i Hiroshi Nakaso, un alt funcionari de la institució, encarregat dels assumptes internacionals, com a vicepresidents de Kuroda. L'exgovernador, Masaaki Shirakawa, va marxar el març del 2013.
2013
El febrer de 2013 va afirmar que hi havia marge per a la flexibilització monetària al Japó, i va afegir que el Banc del Japó podria anar més enllà de la compra de bons del govern per incloure bons corporatius o fins i tot accions. El ien, que va caure un 10% respecte al dòlar des que Abe va començar la seva campanya al novembre, va caure encara més amb la notícia del nomenament de Kuroda. No obstant això, s'esperava que el nou governador fes servir la seva experiència com a màxim oficial de divises del Japó fins al 2003 per rebutjar les crítiques estrangeres segons les quals Tòquio utilitza una política monetària fàcil per devaluar el ien, provocant una guerra de devaluació competitiva de la moneda. Bloomberg va citar Stephen Roach, membre de la Universitat Yale, que va dir sobre els objectius de Kuroda: "És un fort compromís d'un home ben intencionat, però no estic convençut que funcionarà". Quan a Kuroda se li va fer la mateixa pregunta a la conferència de premsa que va assumir el càrrec el 21 de març, Kuroda va dir que el paper del Banc del Japó és estabilitzar els preus i que el ministeri d’Hisenda estabilitza els tipus de canvi. També va afiirmar que la política de facilitació monetària quantitativa i qualitativa del Banc del Japó no tenia la intenció de devaluar el ien, amb l'objectiu de sortir de la deflació orientant-se a la inflació. Tot i que hi havia oposició dels països en desenvolupament, la política va ser acceptada pels altres països desenvolupats a la cimera del G20. No obstant això, els membres del G20 van advertir als responsables polítics japonesos que la política japonesa s'havia d'orientar cap als objectius nacionals, tot destacant la importància d'un esforç japonès per reduir el deute públic.
2016
A principis del 2016, després d’un període de debilitat del mercat mundial, Kuroda va portar el Japó cap a tipus d’interès negatius. El Banc del Japó ja havia impulsat el seu balanç del 35% al 70% del PIB des del 2013 i va continuar comprant 80 bilions de iens (més de 600.000 milions de dòlars) de títols cada mes. En el moment de la reducció dels tipus d'interès va afirmar que els riscos creixien amb la desacceleració als països xinesos, emergents i productors de recursos, causant volatilitat i inestabilitat en els mercats financers des de 2016, cosa que podia perjudicar la confiança de les empreses japoneses.